# 단백질 도메인

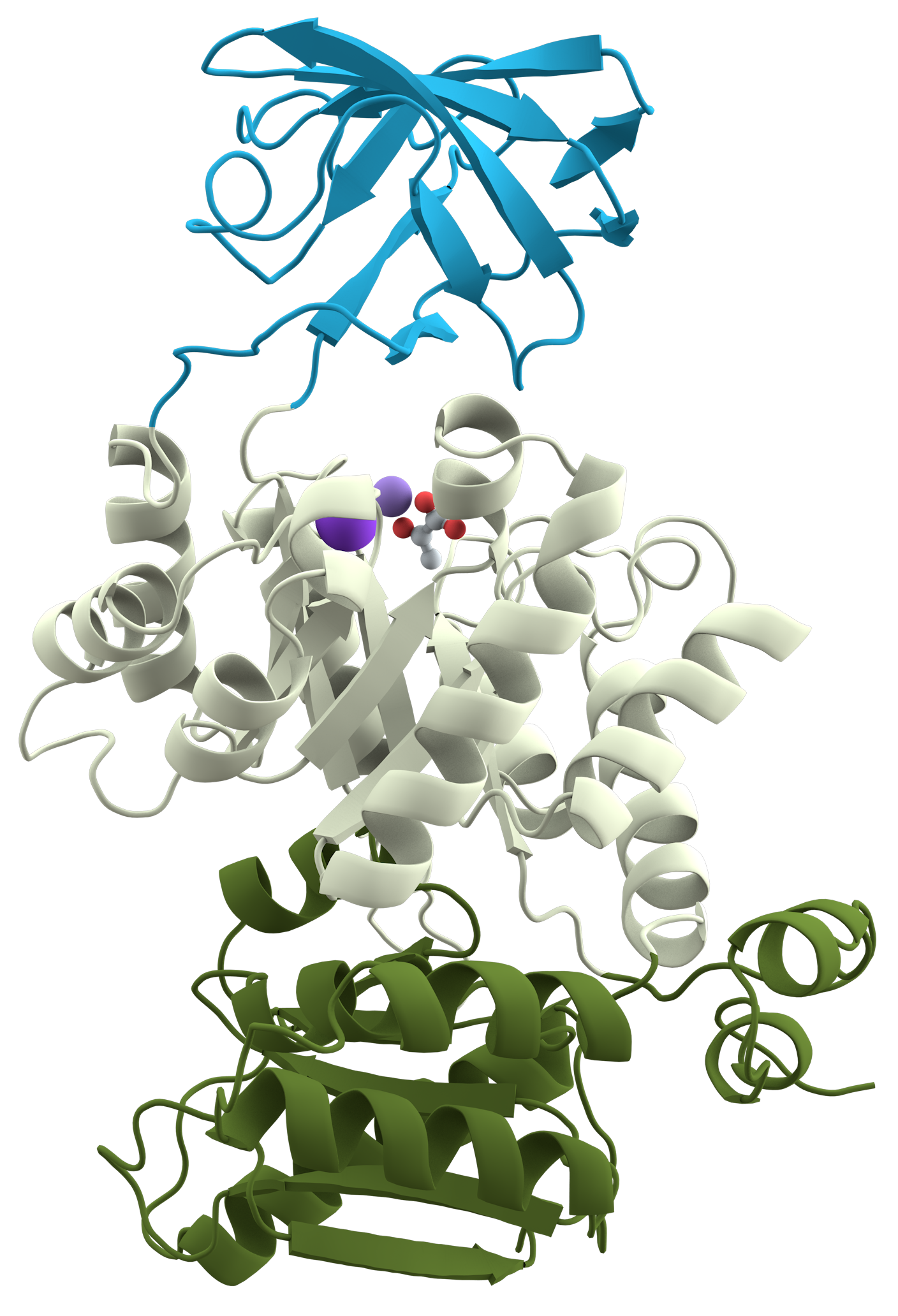
피루브산 인산화 효소는 세 개의 도메인을 가진다.

단백질 도메인(영어: protein domain)은 주어진 단백질 서열 및 보존된 부분으로 단백질 사슬의 나머지 부분과 독립적으로 진화하고 기능하며 존재할 수 있는 3차 구조이다. 각 도메인은 3차원 구조를 형성하며 종종 독립적으로 안정되고 접힐 수 있다. 많은 단백질이 여러 구조 도메인으로 구성된다. 하나의 도메인은 다양한 다른 단백질로 나타날 수 있다. 분자 진화는 도메인을 빌딩 블록으로 사용하며, 상이한 기능을 갖는 단백질을 생성하기 위해 상이한 배열로 재조합 될 수 있다. 일반적으로, 도메인의 길이는 약 50~250개의 아미노산 길이로 다양하다. 아연 집게와 같은 가장 짧은 도메인은 금속 이온 또는 이황화 브릿지에 의해 안정화된다. 도메인은 종종 칼모듈린의 칼슘-결합 EF 손 도메인과 같은 기능적 단위를 형성한다. 이들이 독립적으로 안정하기 때문에, 도메인은 하나의 단백질과 다른 단백질 사이의 유전 공학에 의해 도메인 스왑(domain SWAP)되어 키메라 단백질(Chimera protein)을 생성 할 수 있다.

## 배경
단백질 도메인의 개념은 리소자임과 파파인에 대한 X-ray 결정학 연구 후 도널드 웨틀라우퍼(Donald B Wetlaufer)와 항체의 제한된 단백질 분해 연구에 의해 1973년에 처음 제안되었다. 웨틀라우퍼(Wetlaufer)는 도메인을 자율적으로 접히는(folding) 기능에서 단백질의 구조의 안정적인 단위로 정의했다. 과거 도메인은 다음과 같은 단위로 설명되었다.
- 컴팩트한 구조[7]
- 기능과 진화[8]
- 단백질 접힘[9]

각각의 정의는 유효하며 그 뜻이 중첩된다. 즉 다양한 단백질 중에서 발견되는 컴팩트한 구조적 도메인은 그 구조적 환경 내에서 독립적으로 접힐 가능성이 있다. 종종 자연은 여러 도메인을 모아서 수많은 가능성을 가진 다중 도메인 및 다기능 단백질을 형성한다. 다중 도메인 단백질에서, 각각의 도메인은 독립적으로 또는 이웃과 조화된 방식으로 자신의 기능을 수행할 수 있다. 도메인은 바이러스 입자 또는 근육 섬유와 같은 대형 복합체를 구축하기 위한 모듈의 역할을 하거나 효소 또는 조절 단백질에서 발견되는 특정 촉매 또는 결합 부위를 제공 할 수 있다.

## 예: 피루브산 인산화 효소
적절한 예로는 과당-1,6-이인산(Fructose-1,6-Biphosphate)에서 피루브산으로의 흐름을 조절하는 데 중요한 역할을 하는 해당 효소인 피루브산 인산화 효소(첫 번째 그림 참조)이다. 이것은 모든 폴리펩타이드 뉴클레오타이드 결합 도메인(파란색), α/β-기질 결합 도메인 (회색), α/β-조절 도메인(주황색, 녹색)을 포함하며 여러 폴리펩타이드 링커에 의해 연결된다. 이 단백질의 각 도메인은 다양한 단백질 군에서 발생한다.
중심 α/β-Barrel 기질 결합 도메인은 가장 흔한 효소 접힘 중 하나이다. 완전히 관련이 없는 반응을 촉매하는 많은 다른 효소 군에서 볼 수 있다. α/β-Barrel은 일반적으로 삼탄당인산 이성질화효소(Triose Phosphate Isomerase)의 이름을 따서 명명된 TIM Barrel이라고 하며, 이는 최초로 해결되는 구조이다. 현재 CATH 도메인 데이터베이스에서 26개의 상동군으로 분류된다. TIM Barrel은 제 1, 마지막 가닥 수소 결합에 의해 폐쇄된 일련의 β-α-β 모티프로부터 형성되어 8가닥 Barrel을 형성한다. 이 영역의 진화적 기원에 대한 논쟁이 있다. 한 연구에서는 단일 조상 효소가 여러 가족으로 갈라질 수 있었다는 것을 제안했다. 또 다른 안정적인 TIM Berrel 구조가 수렴 진화를 통해 진화하고 있음을 알 수 있다.
피루브산 인산화 효소의 TIM Berrel은 불연속적이며, 이는 도메인을 형성하기 위해 폴리펩타이드의 하나 이상의 세그먼트가 필요하다는 것을 의미한다. 이것은 단백질의 진화 동안 한 도메인을 다른 도메인으로 삽입된 결과일 가능성이 높다. 알려진 구조로부터 약 1/4의 구조적 도메인이 불연속적인 것으로 나타났다. 삽입된 β-Berrel 조절 도메인은 단일 스트레치 폴리펩타이드로 구성된 연속적인 도메인이다.

## 단백질 구조의 단위
단백질의 1차 구조(선형으로 구성된 아미노산)는 궁극적으로 고유하게 접힌 3차원 형태를 암호화한다. 단백질을 3D 구조로 접는 것을 제어하는 가장 중요한 요소는 극성 및 비극성 측쇄의 분포이다. 단백질 접힘은 소수성 측쇄의 매장에 의해 분자 내부로 몰려 들어 수성 환경과의 접촉을 피한다. 일반적으로 단백질은 친수성 잔기의 쉘로 둘러싸인 소수성 잔기의 중심을 갖는다. 펩타이드 결합 자체는 극성이기 때문에 소수성 환경에서 서로 수소 결합함으로써 중화된다. 이는 2차 구조라 불리는 규칙적인 3차원 구조 패턴을 형성하는 폴리펩타이드의 영역을 일으킨다. 2차 구조에는 알파 나선 구조와 베타 병풍 구조의 두 가지 유형이 존재한다.
2차 구조 요소의 일부 간단한 조합은 단백질의 구조에서 빈번하게 발생하는 것으로 밝혀졌으며, 2차 구조 또는 모티프라고 한다. 예를 들어, β-헤어핀 모티프는 작은 루프로 연결된 2개의 인접한 역평행 β-가닥으로 구성된다. 이것은 대부분의 역병렬 β 구조에서 분리 된 리본으로서, 보다 복잡한 베타 병풍 구조의 일부로서 존재한다. 또 다른 일반적인 초이차 구조(Super Secondary Structure)는 β-α-β 모티프이며, 두 개의 평행한 β-가닥을 연결하는 데 자주 사용된다. 중심 알파 나선 구조는 첫 번째 가닥의 C 말단을 두 번째 가닥의 N 말단에 연결하여 베타 병풍 구조에 측쇄를 패킹하여 β-가닥의 소수성 잔류물을 표면으로부터 차폐한다.
두 도메인의 공유 결합은 비공유적으로 연관된 동일한 구조와 비교할 때 안정성이 증가하기 때문에 기능적, 구조적 이점을 나타낸다. 또 다른 장점은 수성(水性) 환경에서 불안정 할 수 있는 도메인 간 효소 분열 내 중간체의 보호 및 순차적 반응 흐름에 필요한 효소 활성의 고정 화학량론적 비이다.
구조적 정렬(Structual Alignment)은 도메인을 결정하는 중요한 도구이다.

### 3차 구조
여러 모티프가 함께 모여 도메인이라고 하는 소형의 부분적 반독립 유닛을 형성한다. 폴리펩타이드 사슬의 전체 3차원 구조는 단백질의 3차 구조로 지칭된다. 도메인은 3차 구조의 기본 단위이며, 각 도메인은 루프 영역으로 연결된 2차 구조 단위로 구성된 개별 소수성 중심을 포함한다. 폴리펩타이드의 패킹은 일반적으로 고체형 코어 및 유체형 표면을 생성하는 도메인의 외부보다 내부에서 훨씬 더 단단하다. 코어 잔기는 종종 단백질 군에서 보존되는 반면, 루프의 잔기는 단백질의 기능에 관여하지 않는 한 덜 보존된다. 단백질 3차 구조는 도메인의 2차 구조적 함량에 기초하여 4가지 주요 부류로 나눌 수 있다.
- 모든 α 도메인에는 알파 나선 구조로만 구성된 도메인 코어가 있다. 이 클래스는 작은 접힘이 지배하며, 대부분은 나선이 위아래로 움직이는 간단한 묶음을 형성한다.
- 모든 β 도메인은 서로에 대해 2개의 병풍 구조로 구성된 항병렬 베타 병풍 구조를 갖는다. 가닥의 배열에서 다양한 패턴이 식별 될 수 있고, 종종 반복되는 모티프, 예를 들어 그리스키 모티프의 식별을 야기한다.[27]
- α+β 도메인은 모든 α 및 β 모티프의 혼합물이다. 이 클래스로 단백질을 분류하는 것은 다른 세 클래스와 겹치기 때문에 어렵 기 때문에 CATH 도메인 데이터베이스에는 사용되지 않는다.[16]
- α/β 도메인은 양친매성 알파 나선 구조에 의해 둘러싸인 평행한 베타 병풍 구조를 주로 형성하는 β-α-β 모티프의 조합으로 제조된다. 2차 구조는 층 또는 Berrel로 배열된다.

### 크기 제한
도메인의 크기에는 제한이 있다. 개별 구조 도메인의 크기는 E-셀렉틴의 36개 잔기에서 리폭시게네이스-1의 692개 잔기까지 다양하지만, 대부분 90%는 200개 미만의 잔기를 가지고 평균 약 100개의 잔기를 갖는다. 잔류물이 40 미만인 매우 짧은 도메인은 종종 금속 이온 또는 이황화 결합에 의해 안정화된다. 300개 이상의 잔기보다 큰 도메인은 다수의 소수성 코어로 구성 될 수 있다.

### 4차 구조
많은 단백질은 4차 구조를 가지며, 이는 올리고머 분자와 결합하는 여러 폴리펩타이드 사슬로 구성된다. 이러한 단백질의 각 폴리펩타이드 사슬을 서브 유닛이라고한다. 예를 들어 헤모글로빈은 2개의 α 서브 유닛과 2개의 β 서브 유닛으로 구성된다. 각각 4개의 체인에는 헴 포켓이 있는 α 글로빈 접기가 있다.

## 진화 모듈로서의 도메인
자연은 발명가가 아닌 어설프게 존재한다. 새로운 서열은 발명 된 것이 아니라 기존의 서열로부터 발견된다. 도메인은 본질적으로 새로운 서열을 생성하는 데 사용되는 일반적인 부분이다. 그것들은 모듈이라고 불리는 유전자 이동 유닛으로 생각할 수 있다. 종종 도메인의 C 말단과 N 말단은 공간에서 서로 가까워서, 진화 과정 동안 쉽게 부모 구조로 슬롯화가 될 수 있다. 고균, 세균, 진핵생물의 세 가지 형태의 삶에서 많은 도메인 군이 발견된다. 특히 단백질 모듈은 다양한 구조를 갖는 다양한 단백질 범위에서 발견되는 단백질 도메인의 부분 집합이다. 응고, 섬유소 분해, 보체, 세포 외 기질, 세포 표면 접착 분자 및 사이토카인 수용체와 관련된 세포 외 단백질 중에서 예를 찾을 수 있다. 광범위한 단백질 모듈의 4가지 구체적인 예는 SH2 도메인, 면역 글로불린, 피브로넥틴 유형 3, 크링글 도메인이 있다.
분자 진화는 유사한 서열 및 구조를 갖는 관련 단백질 군을 발생시킨다. 그러나 동일한 구조를 공유하는 단백질들 사이에서 서열 유사성은 극히 낮을 수 있다. 단백질이 공통 조상에서 분기되었기 때문에 단백질 구조가 유사 할 수 있다. 대안적으로, 일부 접힘은 2차 구조의 안정한 배열을 나타내고 일부 단백질은 진화 과정에 걸쳐 접힘을 향해 수렴 할 수 있기 때문에 다른 것보다 더 선호된다. 현재 단백질 정보 은행(PDB) 내에 실험적으로 결정된 약 110,000개의 단백질 3차원 구조가 존재한다. 그러나 이 세트에는 동일하거나 매우 유사한 구조가 많이 있다. 모든 단백질은 그들의 진화 관계를 이해하기 위해 구조 군으로 분류되어야 한다. 구조적 비교는 도메인 수준에서 가장 잘 이루어진다. 이러한 이유로 알려진 3차원 구조를 가진 단백질의 도메인을 자동으로 할당하기 위해 많은 알고리즘이 개발되었다.
CATH 도메인 데이터베이스는 도메인을 약 800개의 군으로 분류한다. 이 접힘 중 10개에 많이 분포가 되어 있으며 이를 초접힘(Super Folding)이라고 한다. 초접힘은 상당한 서열 유사성이 없는 3개 이상의 구조가 있는 접힘으로 정의된다. 가장 많이 언급 된 것은 앞에서 설명한 바와 같이 α/β-Berrel 초접힘이다.

## 다중 도메인 단백질
단세포 유기체에서 2/3, 중생대에서 80% 이상인 단백질의 대부분은 다중 도메인 단백질이다. 그러나 다른 연구에 따르면 원핵생물 단백질의 40%가 여러 도메인으로 구성되어 있고, 진핵생물의 대략 65%는 다중 도메인 단백질을 가지고 있다고 결론지었다.
진핵생물 다중 도메인 단백질의 많은 도메인은 원핵생물에서 독립적인 단백질로 발견될 수 있다. 다중 도메인 단백질의 도메인은 한때 독립적인 단백질로 존재했음을 시사한다. 예를 들어, 척추 동물은 GAR 합성 효소, AIR 합성 효소, GAR 형질 전환 효소 도메인(GARs-AIRs-GARt; GAR : 글라이신아마이드리보뉴클레오타이드 합성 효소/트랜스퍼레이스; AIR : 아미노이미다졸리보뉴클레오타이드 합성 효소)을 함유하는 다중 효소 폴리펩타이드를 갖는다. 곤충에서, 폴리펩타이드는 GARs-(AIRs)2-GARt로 나타나고, 효모에서 GARs-AIRs는 GARt와 별도로 암호화되고, 세균에서 각 도메인은 개별적으로 암호화된다.

### 유래
다중 도메인 단백질은 새로운 기능을 생성하기 위해 진화하는 동안 선택적인 외력으로부터 나왔을 가능성이 있다. 다양한 단백질이 도메인의 상이한 조합 및 연합에 의해 공통 조상으로부터 분기되었다. 모듈식 유닛은 종종 유전자 셔플링 메커니즘을 통해 생물학적 시스템 내에서 생물학적 시스템 내에서 또는 시스템 간에 이동한다.
- 수평 이동(종간)을 포함한 이동 요소의 전위[42]
- 역전, 전위, 삭제 및 복제와 같은 총 재배열
- 상동 재조합
- 복제 중 DNA 중합효소의 미끄러짐

### 조직의 종류

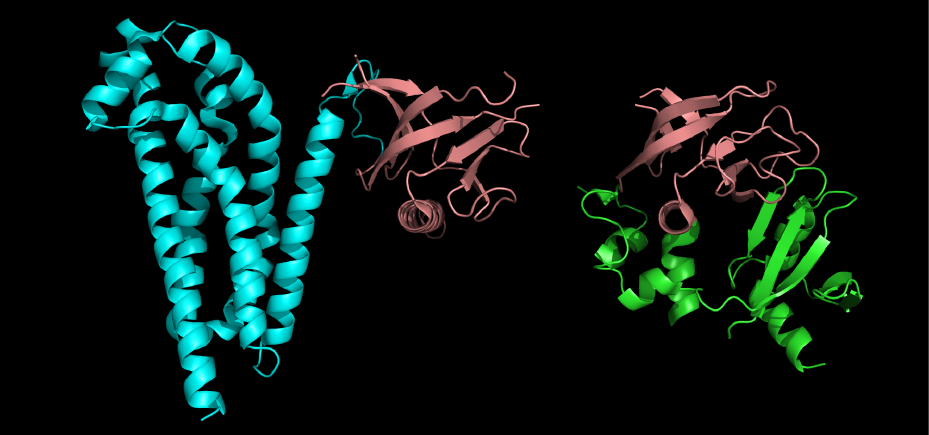
두 개의 다른 단백질에 유사한 PH 도메인 모듈(적갈색) 삽입.

단백질에서 볼 수 있는 가장 간단한 다중 도메인 구성은 단일 도메인이 동시에 반복되는 것이다. 도메인은 문자열처럼 서로 상호 작용하거나(도메인-도메인 상호 작용) 격리된 상태를 유지할 수 있다. 30,000 잔기 근육 단백질 티틴은 약 120개의 피브로넥틴 III 형 및 Ig형 도메인을 포함한다. 세린단백질가수분해효소에서 유전자 복제 사건은 2개의 β Berrel 도메인 효소의 형성을 초래하였다. 반복이 너무 넓기 때문에 이들 사이에 명백한 서열 유사성이 없다. 활성 부위는 2개의 β Berrel 도메인 사이의 틈에 위치하고 기능적으로 중요한 잔기가 각 도메인으로부터 기여된다. 키모트립신 세린단백질가수분해효소의 유전자 조작된 돌연변이체는 활성 부위 잔기가 제거되더라도 일부 단백질 분해 효소 활성을 갖는 것으로 나타났으며 복제 이벤트가 효소의 활성을 향상 시켰다고 가정된다.
모듈은 키네신과 ABC 수송체가 보여주는 것처럼 서로 다른 연결 관계를 표시한다. 키네신 모터 도메인은 코일-코일 영역 및 카고 도메인을 포함하는 폴리펩타이드 사슬의 어느 한쪽 끝에 있을 수 있다. ABC 수송체는 두 가지 관련되지 않은 모듈(ATP 결합 카세트 및 통합 세포막 모듈)로 구성된 최대 4개의 도메인으로 다양한 조합으로 구성된다.
도메인은 재결합 될뿐만 아니라 다른 도메인에 삽입될 수도 있다. 다른 도메인과의 서열 또는 구조적 유사성은 삽입된 도메인 및 모도메인의 상동체가 독립적으로 존재할 수 있음을 입증한다. 예를 들어 Pol I 군의 중합효소 내에서 팜도메인에 삽입 된 핑거가 있다. 도메인이 다른 도메인에 삽입 될 수 있기 때문에, 다중 도메인 단백질에는 항상 하나 이상의 연속 도메인이 있어야 한다. 이것이 구조 영역과 진화/기능 영역의 정의 사이의 주요 차이점이다. 진화 도메인은 도메인 간 하나 또는 두 개의 연결로 제한되는 반면, 구조 도메인은 공통 코어의 존재에 대한 주어진 기준 내에서 무제한 연결을 가질 수 있다. 여러 구조 도메인이 진화 도메인에 할당 될 수 있다.
수퍼 도메인은 명목상 독립적인 기원을 가진 둘 이상의 보존된 도메인으로 구성되지만 단일 구조/기능 단위로 상속된다. 결합된 슈퍼 도메인은 유전자 복제 단독과 관련이 없는 다양한 단백질에서 발생할 수 있다. 슈퍼 도메인의 예로는 PTEN, 텐신, 오실린, 막 단백질 TPTE2의 단백질 티로신 인산가수분해효소 C2 도메인 쌍이다. 이 슈퍼 도메인은 동물, 식물, 곰팡이의 단백질에서 발견된다. PTP-C2 슈퍼 도메인의 주요 특징은 도메인 인터페이스에서 아미노산 잔기가 보존된다는 것이다.

## 도메인은 자동적인 접힘 유닛

### 접힘
단백질 접힘(해결되지 않은 문제) : 1960년대 초반 크리스천 B. 앤핀선의 중요한 작업 이후, 폴리펩타이드가 안정된 자연 형태로 빠르게 접히는 메커니즘을 완전히 이해하려는 목표는 여전히 애매모호하였다. 많은 단백질 접힘 연구는 인류의 이해에 많은 기여를 했지만 단백질 접힘을 지배하는 원리는 여전히 첫 번째 접는 연구에서 발견된 것에 근거한다. 앤핀선은 단백질의 고유 상태가 열역학적으로 안정적이며 형태가 자유 에너지의 전체 최소 수준임을 보여 주었다.
접힘은 단백질이 생물학적으로 가능한 시간 척도로 접힘 될 수 있도록 하는 입체 구조 공간의 직접적인 방법이다. 레빈탈의 역설에 따르면 평균 크기의 단백질이 가장 낮은 에너지를 가진 단백질을 찾기 전에 가능한 모든 형태를 샘플링하면 전체 과정에 수십억 년이 걸린다고 한다. 단백질은 일반적으로 0.1~1000초 안에 접힌다. 따라서 단백질 접힘 공정은 특정 접힘 경로를 통해 어느 정도 진행되어야 한다. 이 탐색을 지시하는 힘은 반응의 다양한 단계에서 영향을 받는 지역적 영향과 세계적인 영향의 조합일 가능성이 높다.
실험 및 이론적 연구의 발전에 따르면, 접힘은 에너지 환경의 관점에서 볼 수있다. 접힘 속도론은 단백질이 통과하는 부분적으로 접힌 구조의 앙상블의 점진적인 조직으로 간주된다. 이는 접힘 깔때기(Folding Funnel)에 의해 설명되었으며, 여기서 접힘 되지 않은 단백질은 이용 가능한 다수의 형태 상태를 가지며 접힘된 단백질에 이용 가능한 상태는 더 적다. 단백질 접힘의 경우 깔대기는 3차 구조 형성이 증가함에 따라 에너지 감소 및 엔트로피 손실이 있음을 의미한다. 깔때기의 국소 거칠기는 잘못 접힌 중간체의 축적에 해당하는 운동 트랩을 반영한다. 접힘 체인은 컴팩트함을 증가시켜 체인 내 자유 에너지를 낮추기 위해 진행된다. 체인의 구조적 옵션은 궁극적으로 하나의 고유 구조로 갈수록 좁아진다.

### 단백질 접힘에서 도메인의 장점
구조적 도메인에 의한 큰 단백질의 조직화는 단백질 접힘에 대한 이점을 나타내며, 각각의 도메인은 개별적으로 접힘 될 수 있고, 접힘 프로세스를 가속화하고 잠재적으로 큰 잔류 물 상호 작용 조합을 감소시킨다. 또한 단백질에서 소수성 잔기의 무작위 분포가 관찰되면, 도메인 형성은 친수성 잔기를 표면에 유지하면서 소수성 잔기를 매장하는 큰 단백질에 대한 최적의 방법인 것으로 보인다.
그러나 단백질 접힘 및 고유 구조의 안정화 에너지에 있어서 도메인 간 상호 작용의 역할은 단백질마다 상이하다. T4 리소자임에서 한 도메인의 다른 도메인에 대한 영향은 너무 강하여 전체 분자가 단백질 분해 절단에 내성이 있다. 이 경우 접힘은 C 말단 도메인이 초기 단계에서 독립적으로 접힘되어야하는 순차적인 프로세스이고, 다른 도메인은 접힘 및 안정화를 위해 접힘된 C 말단 도메인의 존재를 요구한다.
고립된 도메인의 접힘이 빠르게 통합 도메인보다 같은 비율로 발생 할 수 있다는 것이 발견되었다. 몇 가지 주장에 따르면 큰 단백질을 접는 과정에서 가장 느린 단계는 접힌 도메인의 짝을 이루는 것이다.

## 도메인 및 단백질의 유연성
단백질 도메인 역학은 다수의 분자 인식 및 신호 과정에서 중요한 역할을 한다. 본질적으로 무질서한 유연한 링커 도메인으로 연결된 단백질 도메인은 단백질 도메인 역학을 통해 장거리 다른 자리 입체성 조절을 유도한다. 결과적으로 동적 모드는 전체 단백질 또는 개별 도메인의 정적 구조로부터 일반적으로 예측 될 수 없다. 그러나 단백질의 서로 다른 구조를 비교하여 추정 할 수 있다. 또한 광범위한 분자 역학 궤적 및 주요 성분 분석에서 샘플링하여 제안하거나 중성자 스핀 에코 분광법으로 측정한 스펙트럼을 사용하여 직접 관찰 할 수도 있다.

## 구조 좌표에서 도메인 정의
구조적 블록 및 진화의 요소로서 도메인의 중요성은 알려진 구조의 단백질에서 그들의 동정 및 분류를 위한 많은 자동화된 방법을 가져왔다. 신뢰할 수 있는 도메인 할당을 위한 자동 절차는 알려진 단백질 구조의 수가 증가함에 따라 도메인 데이터베이스 생성에 필수적이다. 도메인의 경계는 육안 검사에 의해 결정될 수 있지만, 자동화 된 방법의 구성은 그리 간단하지 않다. 불연속적이거나 관련성이 높은 도메인에 직면 할 때 문제가 발생한다.
구조적 도메인은 단백질의 나머지 부분보다 그 내부에 더 많은 상호 작용을 갖는 컴팩트한 구형의 하위 구조이다. 따라서 구조적 영역은 컴팩트함과 분리 정도라는 두 가지 시각적 특성에 의해 결정될 수 있다. 단백질의 국소 압밀도의 측정은 초기 도메인 할당 방법 및 몇몇보다 최근의 방법에서 사용되었다.

### 단백질 도메인의 예
- 아르마딜로 반복 순서(Armadillo Repeats) : 노랑초파리의 β-catenin 유사 아르마딜로 단백질의 이름을 따서 명명
- 염기 류신 지퍼 도메인(Basic Leucine Zipper Domain, bZIP 도메인) : 많은 DNA 결합 진핵생물 단백질에서 발견된다. 도메인의 한 부분은 서열 특이적 DNA 결합 특성을 매개하는 영역 및 2개의 DNA 결합 영역의 이량체화에 필요한 류신 지퍼를 포함한다. DNA 결합 영역은 아르기닌 및 라이신과 같은 다수의 염기성 아미노산을 포함한다
- 케드헤린 반복(Cadherin repeats) : 케드헤린 Ca2+ 종속 세포의 세포 접착 단백질 기능. 케드헤린 도메인은 인접 세포의 표면에 있는 케드헤린 사이의 세포간 동질성 결합을 매개하는 세포외 영역이다.
- 죽음 효과기 도메인 (Death Effector Domain, DED) : 동형 상호 작용(DED-DED)에 의한 단백질-단백질 결합을 허용한다. 카스페이스 단백질 가수 분해 효소는 단백질 분해 과정을 통해 세포자살을 유발한다. 프로 카스페이스 8 및 프로 카스페이스 9은 DED 도메인을 통해 특정 어댑터 분자에 결합하며, 이는 카스파 제의 자동 활성화로 이어진다.
- EF 손 : 신호 단백질인 칼모듈린의 각 구조적 도메인 및 근육 단백질 트로포닌 C에서 발견되는 나선-턴-나선 구조의 도메인이다.
- 면역글로불린 유사 도메인(Immunoglobulin-like domains) : 면역 글로불린 슈퍼 패밀리(IgSF)의 단백질에서 발견된다.[74] 이들은 약 70~110개의 아미노산을 함유하고 크기 및 기능에 따라 상이한 카테고리(IgV, IgC1, IgC2, IgI)로 분류된다. 이들은 2개의 베타 병풍 구조가 보존된 시스테인과 하전된 아미노산 사이의 상호 작용에 의해 안정화되는 샌드위치를 형성하는 특징적인 접힘을 갖는다. 이들은 세포 접착, 세포 활성화 및 분자 인식 과정에서 단백질-단백질 상호 작용에 중요하다. 이러한 영역은 면역계에서 역할을 하는 분자에서 흔히 발견된다.
- 포스포티로신 결합 도메인(Phosphotyrosine-binding domain, PTB) : PTB 도메인은 일반적으로 인산화 티로신 잔기에 결합한다. 그들은 종종 신호 전달 단백질에서 발견된다. PTB 도메인 결합 특이성은 포스포티로신의 아미노 말단 측면에 대한 잔기에 의해 결정된다(SHC 및 IRS-1의 PTB 도메인은 NPXpY 서열에 결합한다. SHC 및 IRS-1과 같은 PTB 함유 단백질은 인간 세포의 인슐린 반응에 중요하다.).
- 플렉트린 상동성 도메인(Pleckstrin Homology domain, PH 도메인) : PH 도메인은 높은 친화도로 Phosphoinositides에 결합한다. PtdIns(3) P, PtdIns(4) P, PtdIns(3,4) P2, PtdIns(4,5) P2, PtdIns(3,4,5) P3에 대한 특이성이 관찰되었다. Phosphoinositides가 긴 친 유성 꼬리로 인해 다양한 세포막에 격리되어 있다는 사실을 고려할 때, PH 도메인은 일반적으로 단백질이 세포 신호 전달, 세포 골격 재구성에서 특정 기능을 발휘할 수 있는 막으로 해당 단백질을 모집하게 한다.
- Src 상동성 2 도메인(Src homology 2 domain, SH2) : SH2 도메인은 종종 신호 전달 단백질에서 발견된다. SH2 도메인은 인산화 티로신(pTyr)에 대한 결합을 제공한다. src 바이러스 발암 유전자의 포스포티로신 결합 도메인의 이름을 따서 명명되었으며, 이는 그 자체가 티로신 인산화 효소이다.
- 아연 집게 DNA 결합 도메인(Zinc finger DNA binding domain, ZnF_GATA) : ZnF_GATA 도메인 함유 단백질은 전형적으로 전사인자이다. 일반적으로 DNA 서열의 [AT]GATA[AG] 결합하는 촉진유전자이다.

## 같이 보기
- Pfam
- 단백질
- 구조생물학
- 구조 모티프

## 참고
- 결합 도메인
- 짧은 선형 주제 (Short Linear Motif)
- 단백질
  - 단백질의 구조
  - 단백질 구조 예측
  - 단백질 구조 예측 소프트웨어
  - 단백질초족
  - 단백질 탠덤 반복
  - 단백질족
  - 단백질 하위 족
- 구조생물학
- 단백질의 구조적 분류 (SCOP)
- CATH

## 주요 논문
- Berman HM;  외. (2000). “The Protein Data Bank”. 《Nucleic Acids Res》 28 (1): 235–42. doi:10.1093/nar/28.1.235. PMC 102472. PMID 10592235.
- Tooze, John; Brändén, Carl-Ivar (1999). 《Introduction to protein structure》. New York: Garland Pub. ISBN 978-0-8153-2305-1.
- Das S, Smith TF.; Smith (2000). 《Identifying nature's protein Lego set》. Advances in Protein Chemistry 54. 159–83쪽. doi:10.1016/S0065-3233(00)54006-6. ISBN 978-0-12-034254-9. PMID 10829228.
- Dietmann S, Park J, Notredame C, Heger A, Lappe M, Holm L.; Park; Notredame; Heger; Lappe; Holm (2001). “A fully automatic evolutionary classification of protein folds: Dali Domain Dictionary version 3”. 《Nucleic Acids Res》 29 (1): 55–7. doi:10.1093/nar/29.1.55. PMC 29815. PMID 11125048.
- Dyson HJ, Sayre JR, Merutka G, Shin HC, Lerner RA, Wright PE.; Sayre; Merutka; Shin; Lerner; Wright (1992). “Folding of peptide fragments comprising the complete sequence of proteins. Models for initiation of protein folding. II. Plastocyanin”. 《J Mol Biol》 226 (3): 819–35. doi:10.1016/0022-2836(92)90634-V. PMID 1507228.
- Fersht AR. (1997). “Nucleation mechanisms in protein folding”. 《Curr Opin Struct Biol》 7 (1): 3–9. doi:10.1016/S0959-440X(97)80002-4. PMID 9032066.
- George DG, Hunt LT, Barker WC.; Hunt; Barker (1996). 《PIR-International Protein Sequence Database》. Methods in Enzymology 266. 41–59쪽. doi:10.1016/S0076-6879(96)66005-4. ISBN 978-0-12-182167-8. PMC 145575. PMID 8743676.
- Go M. (1981). “Correlation of DNA exonic regions with protein structural units in haemoglobin”. 《Nature》 291 (5810): 90–2. Bibcode:1981Natur.291...90G. doi:10.1038/291090a0. PMID 7231530.
- Hadley, C & Jones, D.T. (1999). “A systematic comparison of protein structure classifications: SCOP, CATH and FSSP”. 《Struct Fold Des》 7 (9): 1099–112. doi:10.1016/S0969-2126(99)80177-4. PMID 10508779.
- Hayward S. (1999). “Structural principles governing domain motions in proteins”. 《Proteins》 36 (4): 425–35. doi:10.1002/(SICI)1097-0134(19990901)36:4<425::AID-PROT6>3.0.CO;2-S. PMID 10450084.
- Heringa J, Argos P.; Argos (1991). “Side-chain clusters in protein structures and their role in protein folding”. 《J Mol Biol》 220 (1): 151–71. doi:10.1016/0022-2836(91)90388-M. PMID 2067014.
- Honig B. (1999). “Protein folding: from the levinthal paradox to structure prediction”. 《J Mol Biol》 293 (2): 283–93. doi:10.1006/jmbi.1999.3006. PMID 10550209.
- Kim PS, Baldwin RL.; Baldwin (1990). “Intermediates in the folding reactions of small proteins”. 《Annu Rev Biochem》 59 (1): 631–60. doi:10.1146/annurev.bi.59.070190.003215. PMID 2197986.
- Murvai J, Vlahovicek K, Barta E, Cataletto B, Pongor S.; Vlahovicek; Barta; Cataletto; Pongor (2000). “The SBASE protein domain library, release 7.0: a collection of annotated protein sequence segments”. 《Nucleic Acids Res》 28 (1): 260–2. doi:10.1093/nar/28.1.260. PMC 102474. PMID 10592241.
- Murzin, A. G.; Brenner, S.; Hubbard, T.; Chothia, C. (1995). “SCOP: A structural classification of proteins database for the investigation of sequences and structures” (PDF). 《Journal of Molecular Biology》 247 (4): 536–540. doi:10.1016/S0022-2836(05)80134-2. PMID 7723011. 2012년 4월 26일에 원본 문서 (PDF)에서 보존된 문서.
- Janin J, Chothia C.; Chothia (1985). 《Domains in proteins: definitions, location, and structural principles》. Methods in Enzymology 115. 420–30쪽. doi:10.1016/0076-6879(85)15030-5. ISBN 978-0-12-182015-2. PMID 4079796.
- Schultz J, Copley RR, Doerks T, Ponting CP, Bork P.; Copley; Doerks; Ponting; Bork (2000). “SMART: a web-based tool for the study of genetically mobile domains”. 《Nucleic Acids Res》 28 (1): 231–4. doi:10.1093/nar/28.1.231. PMC 102444. PMID 10592234.
- Siddiqui AS, Dengler U, Barton GJ.; Dengler; Barton (2001). “3Dee: a database of protein structural domains”. 《Bioinformatics》 17 (2): 200–1. doi:10.1093/bioinformatics/17.2.200. PMID 11238081.
- Srinivasarao GY, Yeh LS, Marzec CR, Orcutt BC, Barker WC, Pfeiffer F.; Yeh; Marzec; Orcutt; Barker; Pfeiffer (1999). “Database of protein sequence alignments: PIR-ALN”. 《Nucleic Acids Res》 27 (1): 284–5. doi:10.1093/nar/27.1.284. PMC 148157. PMID 9847202.
- Tatusov RL;  외. (2001). “The COG database: new developments in phylogenetic classification of proteins from complete genomes”. 《Nucleic Acids Res》 29 (1): 22–8. doi:10.1093/nar/29.1.22. PMC 29819. PMID 11125040.
- Taylor WR, Orengo CA.; Orengo (1989). “Protein structure alignment”. 《J Mol Biol》 208 (1): 1–22. doi:10.1016/0022-2836(89)90084-3. PMID 2769748.
- Yang AS, Honig B.; Honig (1995). “Free energy determinants of secondary structure formation: I. alpha-Helices”. 《J Mol Biol》 252 (3): 351–65. doi:10.1006/jmbi.1995.0502. PMID 7563056.
- Yang AS, Honig B.; Honig (1995). “Free energy determinants of secondary structure formation: II. Antiparallel beta-sheets”. 《J Mol Biol》 252 (3): 366–76. doi:10.1006/jmbi.1995.0503. PMID 7563057.
- Gough, J.; Chothia, C. (2002). “SUPERFAMILY: HMMs representing all proteins of known structure. SCOP sequence searches, alignments and genome assignments”. 《Nucleic Acids Research》 30 (1): 268–272. doi:10.1093/nar/30.1.268. PMC 99153. PMID 11752312.